# Greenville (Texas)
Greenville es una ciudad ubicada en el condado de Hunt, en el estado estadounidense de Texas. En el Censo de 2010 tenía una población de 25.557 habitantes y una densidad de 294,96 personas por km².

## Historia
El aeropuerto de la ciudad fue fundado en 1942, originalmente con el nombre de Major's Field, como base de entrenamiento para pilotos de los aviones Republic P-47, que participaban en la Segunda Guerra Mundial. Aquí se llevó a cabo la parte final del entrenamiento del Escuadrón 201 de la Fuerza Aérea Expedicionaria Mexicana y donde recibió su bandera el 23 de febrero de 1945, antes de partir a la base de Porac (Filipinas).

## Geografía
Greenville se encuentra ubicada en las coordenadas 33°6′43″N 96°6′30″O / 33.11194, -96.10833. Según la Oficina del Censo de los Estados Unidos, Greenville tiene una superficie total de 86,65 km², de la cual 84,51 km² corresponden a tierra firme y (2,46%) 2,13 km² es agua.

## Demografía
Según el censo de 2010, había 25.557 personas residiendo en Greenville. La densidad de población era de 294,96 hab./km². De los 25.557 habitantes, Greenville estaba compuesto por el 68,47% blancos, el 16,75% eran afroamericanos, el 0,88% eran amerindios, el 1,07% eran asiáticos, el 0,29% eran isleños del Pacífico, el 9,77% eran de otras razas y el 2,76% pertenecían a dos o más razas. Del total de la población el 22,43% eran hispanos o latinos de cualquier raza.